# A Division 1973-1974 (Irlanda)
La stagione 1973-1974 è stata la cinquantatreesima edizione della League of Ireland, massimo livello del calcio irlandese.

## Classifica finale
|  | Pos. | Squadra         | Pt | G  | V  | N | P  | GF | GS | DR  |
|  | ---- | --------------- | -- | -- | -- | - | -- | -- | -- | --- |
|  | 1.   | Cork Celtic     | 42 | 26 | 18 | 6 | 2  | 50 | 25 | +25 |
|  | 2.   | Bohemians       | 38 | 26 | 18 | 2 | 6  | 56 | 18 | +38 |
|  | 3.   | Cork Hibernians | 38 | 26 | 16 | 6 | 4  | 47 | 23 | +24 |
|  | 4.   | Finn Harps      | 35 | 26 | 15 | 5 | 6  | 51 | 27 | +24 |
|  | 5.   | Waterford       | 29 | 26 | 11 | 7 | 8  | 55 | 36 | +19 |
|  | 6.   | Dundalk         | 28 | 26 | 12 | 4 | 10 | 41 | 36 | +5  |
|  | 7.   | Shamrock Rovers | 27 | 26 | 11 | 5 | 10 | 31 | 33 | -2  |
|  | 8.   | St Patrick's    | 22 | 26 | 10 | 2 | 14 | 29 | 45 | -16 |
|  | 9.   | Limerick        | 20 | 26 | 7  | 6 | 13 | 32 | 45 | -13 |
|  | 10.  | Home Farm       | 20 | 26 | 6  | 8 | 12 | 19 | 40 | -21 |
|  | 11.  | Drogheda        | 19 | 26 | 7  | 5 | 14 | 39 | 59 | -20 |
|  | 12.  | Athlone Town    | 19 | 26 | 8  | 3 | 15 | 25 | 38 | -13 |
|  | 13.  | Sligo Rovers    | 14 | 26 | 6  | 2 | 18 | 28 | 51 | -23 |
|  | 14.  | Shelbourne      | 13 | 26 | 4  | 5 | 17 | 31 | 58 | -27 |

Legenda:

         Campione d'Irlanda 1973-1974 e qualificata in Coppa dei Campioni 1974-1975
         Vincitrice della FAI Cup e qualificata in Coppa delle Coppe 1974-1975
         Qualificate in Coppa UEFA 1974-1975
Note:
Due punti a vittoria, uno a pareggio, zero a sconfitta.

## Statistiche

### Primati stagionali
| Record - Maggior numero di vittorie: Cork Celtic e Bohemians (18) - Minor numero di sconfitte: Cork Celtic (2) - Miglior attacco: Bohemians (56) - Miglior difesa: Bohemians (18) - Miglior media gol: Bohemians (+38) - Maggior numero di pareggi: Home Farm (8) - Minor numero di vittorie: Shelbourne (4) - Maggior numero di sconfitte: Sligo Rovers (18) - Peggiore attacco: Home Farm (19) - Peggior difesa: Drogheda (59) - Peggior differenza reti: Shelbourne (-27) |